# Igreja Presbiteriana do Redentor
A Igreja Presbiteriana do Redentor (em inglês:  Redeemer Presbyterian Church) é uma megaigreja cristã presbiteriana e uma igreja multilocal sediada em Nova York. É afiliada à Igreja Presbiteriana na América.

## História

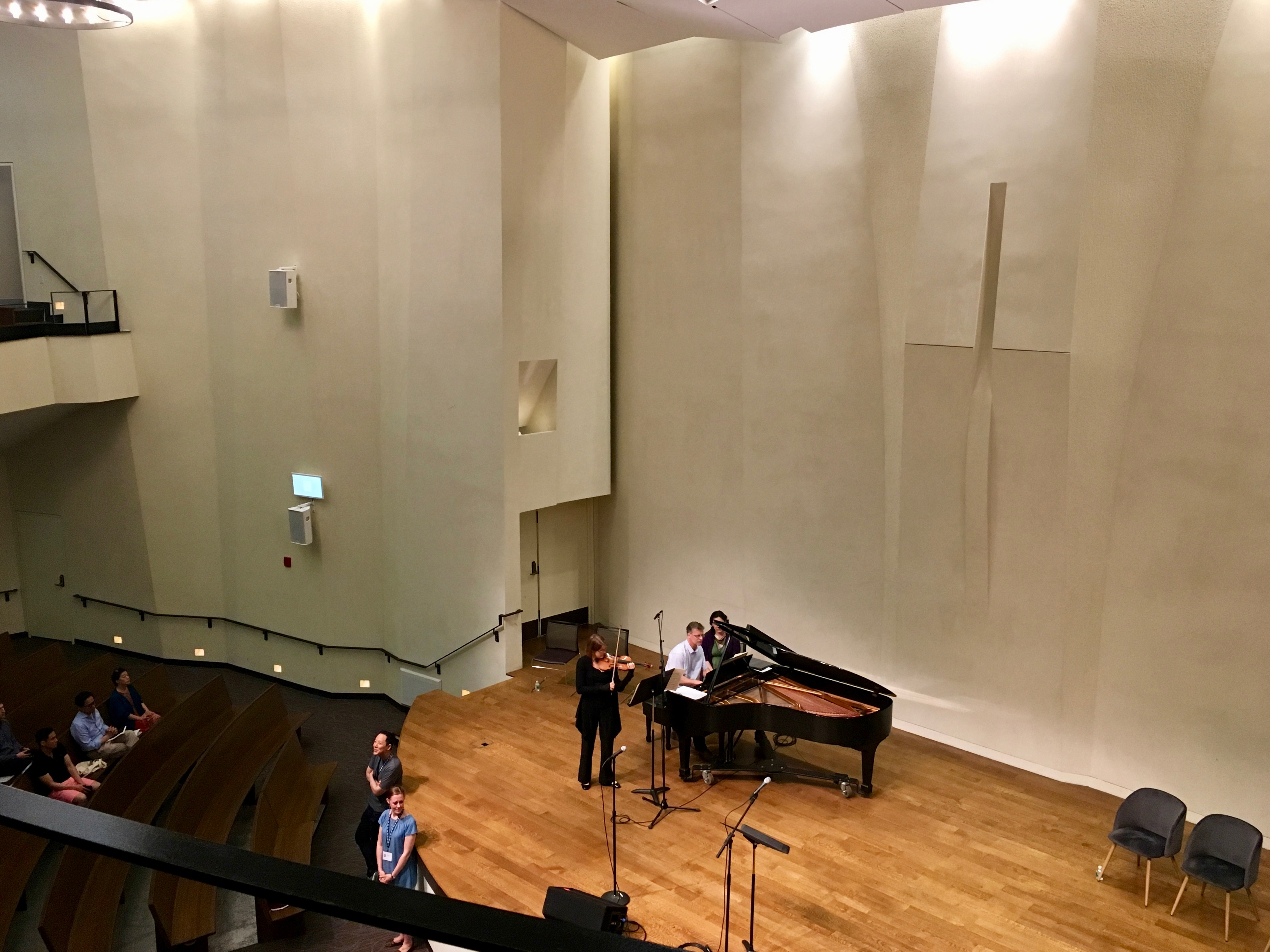
O auditório do centro ministerial W83

Foi fundada em 1989 pelo pastor Timothy Keller (conhecido como Tim Keller), que, por sua vez, aposentou-se em julho de 2017.
A Igreja Presbiteriana do Redentor cresceu de 50 para um total de mais de 5.000 pessoas a cada domingo desde 2008, levando alguns a chamar Keller de "o evangelista cristão de maior sucesso na cidade [de Nova York]". Em 2004, a "Christianity Today" elogiou a "Redeemer" como "uma das congregações mais vitais de Manhattan".
A ênfase da Redeemer com trabalho com jovens profissionais urbanos, que Keller acredita exibir uma influência desproporcional sobre a cultura e suas ideias, deu à referida igreja uma composição incomum para uma megaigreja dos Estados Unidos. A maioria da congregação é composta de adultos solteiros; também tem mais de quarenta por cento asiático-americano e tem muitos congregantes trabalhando nas áreas das artes e dos serviços financeiros. Em sua pregação, "ele dificilmente se esquiva de verdades cristãs difíceis, [mas] soa diferente de muitas das vozes evangélicas estridentes na esfera pública." Keller frequentemente critica ambos os partidos políticos estadunidenses de maior relevância (Democratas e Republicanos) e evita tomar posições públicas sobre questões políticas, resultando em uma igreja politicamente centrista.
A Igreja Presbiteriana Redentor também fundou a Hope for New York, uma organização sem fins lucrativos que envia voluntários e doações para mais de 40 ministérios religiosos atendendo às necessidades sociais na cidade de Nova York, o Center for Faith and Work para treinar profissionais em teologia cristã, e a Redeemer City to City para treinar e financiar pastores em Nova York e outras cidades.
De acordo com o relatório anual da igreja de 2014, o número total de membros atual é de 1.760. Em uma pesquisa de 2006 com 2.000 líderes da igreja protestante americana, a "Redeemer" foi eleita a 16ª igreja mais influente dos Estados Unidos da América.
Em janeiro de 1998, um artigo do New York Times sobre a Igreja discutiu sua postura conservadora, na medida em que condenava a homossexualidade e não permitia que mulheres fossem ministras. No artigo, membros atuais e ex-membros da congregação descreveram a Igreja do Redentor como intolerante e "cheia de fundamentalistas e zelosos, cristãos recém-convertidos que defendem pontos de vista linha-dura". Em resposta ao artigo, Tim e Kathy Keller escreveram ao The New York Times e afirmaram que a igreja não era nem "linha-dura" nem "fundamentalista".
Por meio de seu centro de plantação de igrejas, a Redeemer ajudou a iniciar mais de 100 igrejas menores na região metropolitana de Nova York. Com relação ao plantio e início de novas igrejas em áreas urbanas, o The New York Times relatou que "pastores de todo o mundo estão começando a vir em um fluxo constante para a cidade de Nova York para colher o que podem do Dr. Keller e da Redeemer."